# Asír
Asír (arabsky عسير) je geograficko-historický region a zároveň správní jednotka (provincie) v Saúdské Arábii. Centrem Asíru je město Abhá.
Rozloha současné provincie je cca 81 000 km² a přibližná populace je 2 563 000 lidí. Historický Asír je však o něco větší. Po první světové válce k němu patřilo území nejjižnější saúdskoarabské provincie Džizán, takže byl Asír přímořským územím. Stejně jako sousední region Hidžáz nese Asír označení od místního pohoří, které ale zasahuje dále na sever, téměř až k městu Mekka.
Území současné provincie Asír je někdy nazýváno jako Horní Asír, naopak o provincii Džizán se někdy hovoří jako o Dolním Asíru, jelikož toto území bylo roku 1919 k Asíru dočasně připojeno.

## Dějiny
Před první světovou válkou spadal stejně jako sousední Hidžáz pod vládu Osmanské říše. Před válkou proběhlo na jih od Asíru v severním Jemenu povstání imámů, v němž byla Osmanská říše poražena a tak získala oblast severního Jemenu v roce 1911 značnou autonomii. Po první světové válce bylo na tomto území vyhlášeno samostatné Jemenské království, které sdílelo v Asíru vliv s Hidžázem.
V roce 1925 dobyl území Hidžázu saúdský vladař Ibn Saúd vládnoucí sousednímu Nadždu, přijal titul krále Hidžázu a nechal se jím korunovat ve Velké mešitě v Mekce. Roku 1932 připojil ke svému království Hidžázu a Nadždu ještě území Al-Hasa, Kátif, čímž vzniklo království Saúdská Arábie. Nadžd měl v Asíru silný vliv už od roku 1920 a již v roce 1923 nadždská vojska Asír okupovala.
V roce 1934 proběhla válka mezi Jemenským královstvím a Saúdskou Arábií o provincie Džizán, Asír a Nadžrán, bohaté na ropu. Tuto válku Jemenské království prohrálo a o dotyčná území přišlo. V knížectví (emirátu) Asír ale Ibn Saúd ponechal u vlády místního knížete jako vazalského panovníka, kterého sesadil o něco později.